# 豊岡市立竹野南小学校
豊岡市立竹野南小学校（とよおかしりつ たけのみなみしょうがっこう）は、兵庫県豊岡市御又78にあった公立小学校。2022年（令和4年）3月をもって竹野小学校、中竹野小学校と統合し、閉校となった。

## 概要
1987年（昭和62年）に創立され、2022年度（令和4年度）より竹野小学校に統合した。2022年3月27日に閉校式が挙行され、31日に閉校となった。
豊岡市の北西に位置し、2つの山間渓谷に集落が点在している。
2021年度（令和3年度）の校区は椒、段、三原、川南谷、桑野本、大森、須野谷、門谷、河内、御又、小城、二連原、森本、坊岡である。

## 沿革
- 1987年（昭和62年） - 大森小学校、三原小学校、椒（はじかみ）小学校、森本小学校の統合により開校
- 1988年（昭和63年） - 校歌制定
- 1999年（平成11年） - 竹野南小学校プール竣工式
- 2005年（平成17年） - 竹野町が豊岡市と合併したことにより豊岡市立となる
- 2022年（令和4年） - 竹野小学校に統合し閉校

## 竹野南小学校の児童数の変遷
| 2010年度（平成22年度） | 41人 |
| 2013年度（平成25年度） | 30人 |
| 2016年度（平成28年度） | 26人 |
| 2019年度（平成31年度） | 25人 |
| 2020年度（令和02年度） | 24人 |
| 2021年度（令和03年度） | 23人 |

児童数の出典は『豊岡市事務報告書』

## 前身校

### 竹野町立森本小学校
1875年（明治8年）3月1日に森本学校として創立。森本小学校は1987年（昭和62年）3月27日に閉校式が挙行され、閉校となった。閉校時の全校児童数は68名であったとされる。その後、校舎は取り壊され、石碑が建てられた。森本中学校との併設が解消され、森本中学校は単独校舎となった。

### 竹野町立三原小学校
1876年（明治9年）創立。三原小学校は1987年（昭和62年）3月24日に閉校式が挙行され、閉校となった。閉校時の全校児童数は13名であったとされる。建物はその後、『三原高原サントピアあすなろ』という施設に変わり2020年7月より地元有志による「燦とぴあ」という名称で廃校カフェが運営されている。

### 竹野町立椒小学校
1876年（明治8年）に椒小学校として創立。椒小学校は1987年（昭和62年）3月26日に閉校式が挙行され、閉校となった。閉校時の全校児童数は23名であったとされる。その後、校舎は取り壊され、跡地は「ふるさと生きがいセンター」という施設が建てられた。2013年6月より企業組合労協センター事業団による2団体『地域活動支援センター・森の学校だんだん』と『Next Green 但馬〜次世代に遺す森づくり〜』が入り、活動している。

### 竹野町立大森小学校
1876年（明治9年）創立。大森小学校は1987年（昭和62年）3月25日に閉校式が挙行され、閉校となった。2009年から2018年まで開催された三原谷の川の風祭りの主会場になったり、企業組合労協センター事業団による職業訓練や『風の学校・円』としてBDFの燃料を製造したりしていた。
2022年（令和4年）8月頃に耐震化、維持管理費等の問題により、校舎、体育館は取り壊された。